# Rolls-Royce Silver Cloud
Rolls-Royce Silver Cloud — основная модель автомобиля компании Rolls-Royce Limited с апреля 1955 года по март 1966 года. Она сменила Silver Dawn, в свою очередь была заменена Silver Shadow. Silver Cloud стал квинтэсенцией стилистики послевоенных моделей Rolls-Royce и одним из классических автомобилей этой марки.

## Конструкция и дизайн автомобиля
Дизайн автомобиля сильно отличался от довоенных моделей и стал логическим развитием Silver Dawn. Для автомобиля был разработан абсолютно новый цельнометаллический кузов. Элегантные плавные линии (зачастую подчёркиваемые двухцветной окраской, ставшей для этой модели каноническим вариантом) и общая стилистика кузова сделали «Серебряное Облако» одним из классических автомобилей этой марки. Rolls-Royce Silver Cloud, впервые с 1934 год получил на капот стоящую «Летящую Леди», бывшую однако уменьшенной, по сравнению с классической статуэткой. Основным дизайнером автомобиля был Джон П. Блэтчли (J. P. Blatchley).
Автомобиль длиной 5,38 м, шириной 1,9 м и весом 1,95 т был оснащен современным шестицилиндровым двигателем 4887 см³. Большинство автомобилей оснащалось автоматической коробкой передач. Задние тормоза — комбинация гидравлических и механических с обычным сервоприводом. Передняя подвеска с рычагами неодинаковой длины и спиральными пружинами с задними полуэллиптическими электрическими амортизаторами. Автомобиль развивал скорость 170 км/ч.
Версия Silver Cloud II вышедшая в 1959 году отличалась двигателем V8 объёмом 6230 см³, что довело вес до 2,11 т и была оснащена автоматической коробкой передач в качестве стандартной. В 1962 году был изменён дизайн кузова — Silver Cloud III получил более низкую линию кузова и двойные фары. Мощность двигателя была увеличена на 7,5 % (со 185 до 200 л. с.), максимальная скорость возросла до 187 км/ч.

## Вехи в истории

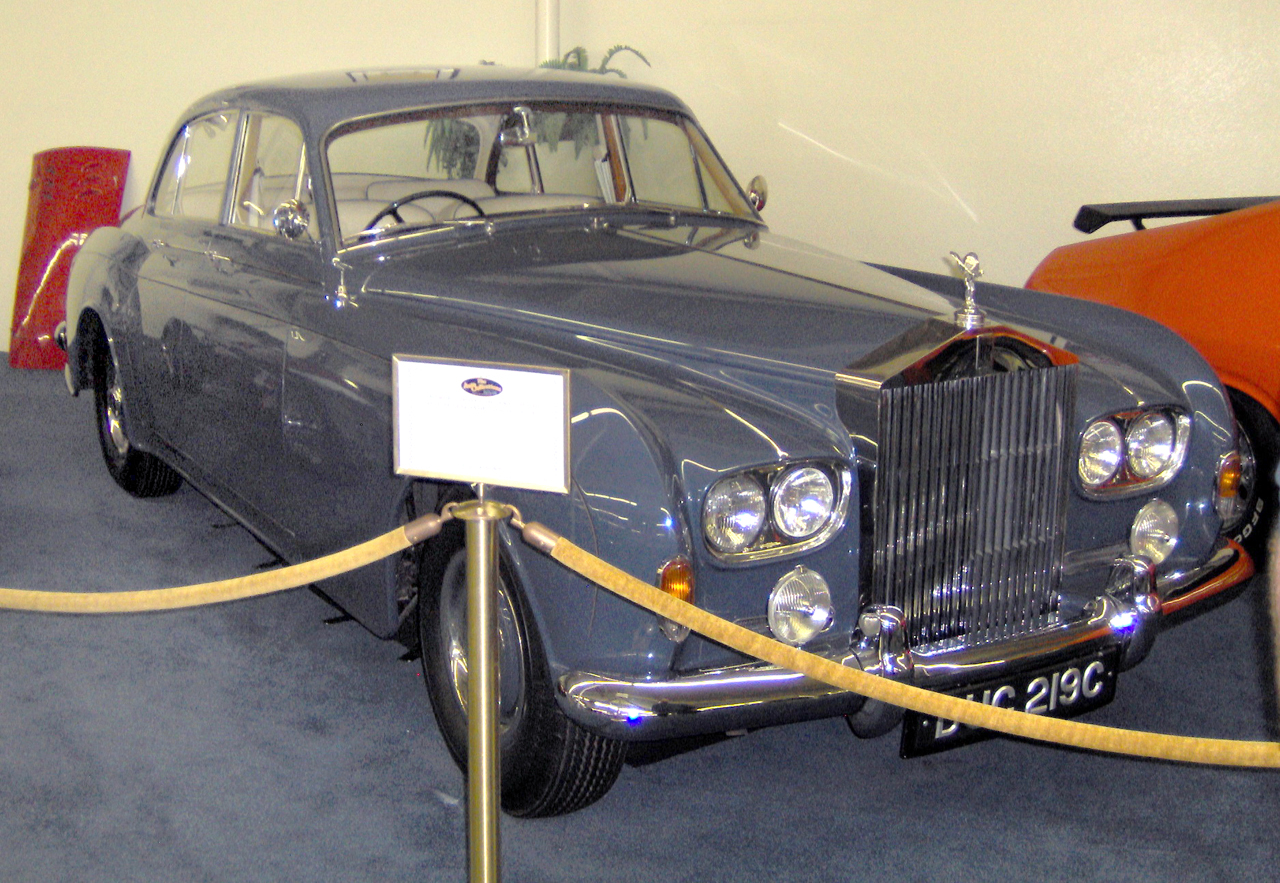
1965 Rolls-Royce Silver Cloud III

Модель пользовалась заслуженной популярностью, так Rolls-Royce Silver Cloud I 1956 года с открытым кузовом красно-белого цвета (цвета династии Гримальди и флага Монако) выпуска стал свадебным подарком Ренье III Гримальди и Грейс Келли от Аристотеля Онассиса. Руководство компании, узнав об этом, подарило молодожёнам ещё и седан для повседневного использования. Белоснежный Silver Cloud 1960 года был в гараже Джорджа Харрисона.
На базе модели удлинённой версии модели Silver Cloud II был выпущен Rolls-Royce Phantom V. Silver Cloud II снялась в одной из серий бондианы — «Вид на убийство» / A View to a kill. Серебристый Rolls Royce Silver Cloud II 1962 года, носивший в фильме номерную табличку 354 HYK, на самом деле принадлежал продюсеру фильма Альберту Р. Брокколи. Его двойник-дублёр без двигателя по сценарию был утоплен главным злодеем Максом Зориным и его приспешницей Мэй Дэй в попытке погубить Джеймса Бонда. В фильме 1974 года «Угнать за 60 секунд» в списке угоняемых автомобилей было два автомобиля этой марки — под номером 31 Carey: Rolls Royce Silver Cloud II и под номером 44 Jackie: Rolls Royce Silver Cloud III. Роскошный Rolls-Royce Silver Cloud III convertible принимал участие в британском фильме Charlie Bubbles, подчёркивая классовое неравенство.
В фильме «Лицо со шрамом» Автомобиль Rolls Royce Silver Cloud 1 (Несколько модифицированный) был средством передвижения главного героя Тони Монтана.
Выход III версии модели был благосклонно воспринят специалистами и журналистами профильных изданий. Один из них, Дэвид Огилви, сказал про неё: «При шестидесяти милях в час самый громкий шум в новом Rolls-Royce исходит от электрических часов». Эта фраза стала рекламным слоганом модели.
Параллельно Rolls-Royce Silver Cloud выпускалась практически идентичная модель Bentley S.
Rolls-Royce Silver Cloud обладал определённым специфическим запахом салона, выполненного из натуральных материалов. После того, как в адрес компании начали поступать жалобы на то, что новые модели Rolls-Royce не в полной мере соответствуют репутации своих «предшественников», специалисты компании Rolls-Royce выяснили, что запах натуральных материалов (дерева, кожи, войлока) — единственный фактор, отличающий новые модели автомобилей от старых (помимо конструкционных различий). Детальный анализ аромата салона Silver Cloud 1965 года с целью определения его отдельных составляющих позволил специалистам компании создать состав, который распыляют в новых моделях.
Стилистическая концепция Rolls-Royce Silver Cloud послужила одной из основ для разработки модели Rolls-Royce Phantom 2003 года.

## Произведено

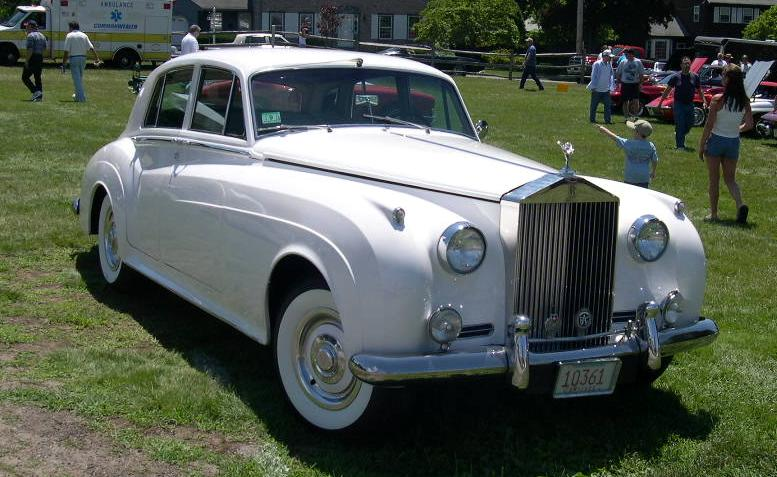
Rolls-Royce Silver Cloud

- Rolls-Royce Silver Cloud I(1955—1959):
  - 2237 стандартных (121 из них с кузовами кузовных ателье)
  - 122 удлинённых (36 из них с кузовами кузовных ателье)
- Rolls-Royce Silver Cloud II(1959—1962):
  - 2418 стандартных
  - 299 удлинённых
- Rolls-Royce Silver Cloud III(1962—1966):
  - 2555 стандартных (328 из них с кузовами кузовных ателье)
  - 254 удлинённых (47 из них с кузовами кузовных ателье)